# Staatssekretär
Staatssekretär ist eine Amtsbezeichnung bzw. ein Amtstitel.
In Deutschland ist es die Amtsbezeichnung der höchsten Beamten eines Ministeriums oder einer sonstigen obersten Behörde, in seltenen Fällen die Funktionsbezeichnung eines entsprechenden Beschäftigten.
Ferner kennt man außerhalb des deutschsprachigen Raums den Titel vor allem aus den Vereinigten Staaten und dem Vereinigten Königreich. Dort ist ein Staatssekretär meistens ein Politiker, der am ehesten mit einem deutschen oder österreichischen Minister verglichen werden kann. Der angelsächsische Sprachgebrauch war ab 1870 das Vorbild für die Leiter der obersten Bundes- bzw. Reichsbehörden im Norddeutschen Bund bzw. im Deutschen Reich. Die Stellvertreter hießen, ebenfalls nach britischem Vorbild, Unterstaatssekretäre. Erst 1919 erhielt Deutschland ein Kabinettsystem mit Ministern. Staatssekretär ist seitdem der Titel für die nachgeordnete Position.

## Deutschland

### Deutscher Bund 1815–1866
Der Deutsche Bund hatte als einziges Organ den Bundestag als Vertretung der Gliedstaaten, keine eigene Regierung. Mit dem entstehenden Deutschen Reich der Revolutionszeit 1848/1849 kam es allerdings zu einer Reichsregierung, die auch von den Gliedstaaten anerkannt wurde. Die Mitglieder der eigentlichen Regierung hatten den Titel eines Ministers. Ihre Stellvertreter erhielten den Titel Unterstaatssekretär.

### Norddeutscher Bund und Deutsches Kaiserreich 1867–1918
Der Norddeutsche Bund von 1867 hatte nur einen einzigen verantwortlichen Minister, den Bundeskanzler. Das änderte sich auch nicht nach dem Beitritt der süddeutschen Staaten 1870/1871 und der Umbenennung des Staates in „Deutsches Reich“ (und des Bundeskanzlers in Reichskanzler). Nach und nach wurden einzelne Bundesämter (das Bundeskanzleramt und das Auswärtige Amt) bzw. Reichsämter eingerichtet. Die Leiter dieser Ämter hatten den Titel eines Staatssekretärs. Sie waren keine Kollegen des Kanzlers, sondern Beamte, denen er Weisungen erteilen konnte. Auf diese Weise gab es im Kaiserreich zum Beispiel keinen Reichsaußenminister, sondern – mit etwa gleicher Aufgabe – einen „Staatssekretär des Auswärtigen“. Die Leiter der Hauptabteilungen der Reichsämter wurden „Unterstaatssekretäre“ genannt.
Den Titel Staatssekretär hatte Otto von Bismarck nach britischem Vorbild eingeführt; er wollte allgemein den Eindruck einer Kollegialregierung vermeiden. Die obersten Reichsbehörden hießen nicht „Reichsministerium“, sondern Reichsamt oder Amt. Man sprach statt von einer „Regierung“ von der Reichsleitung. In der Praxis arbeiteten der Kanzler und die Staatssekretäre mehr und mehr wie ein Kabinett zusammen.
Auf der Ebene der Bundesstaaten führten die ersten Beamten der Ministerien und Senatsämter häufig – vor allem in Stadtstaaten – den Titel eines Staatsrats.

### Weimarer Republik 1919–1933
Mit der Weimarer Verfassung wurde die deutsche Reichsexekutive 1919 zur „Reichsregierung“ umgebildet. Danach besaßen die Ressortchefs bis zum Untergang des Deutschen Reiches 1945 Ministerrang und -rechte (→ Reichsminister). Der Titel „Staatssekretär“ diente seit 1919 zur Bezeichnung des dem Minister zugeordneten ranghöchsten Beamten eines Ressorts.
Die obersten Reichsbehörden wurden in Reichsministerien umbenannt. So wurde aus dem Reichsamt des Innern das Reichsministerium des Innern. Eine Ausnahme bildete das Auswärtige Amt: Aus Gründen der Tradition behielt es (bis heute) seine ursprüngliche Bezeichnung.

### Bundesrepublik Deutschland ab 1949

#### Staatssekretär
Staatssekretär (StS) ist in Deutschland die Amtsbezeichnung für das höchste statusrechtliche Amt, das ein Beamter erreichen kann und regelmäßig zugleich die Bezeichnung der damit verbundenen Funktion. Nur um eine Funktionsbezeichnung handelt es sich, wenn die Tätigkeit ausnahmsweise einem Beschäftigten übertragen ist. Der Staatssekretär vertritt den Minister innerministeriell in dessen Funktion als Behördenleiter, hat die höchste Dienststellung unterhalb der politischen Leitung inne und Weisungsrecht gegenüber den Beschäftigten des Ressorts. Dienstposten für Staatssekretäre gibt es nur in den Obersten Behörden des Bundes oder eines Landes. Die meisten Staatssekretäre des Bundes sind in den Bundesministerien tätig; ein (BMJ) bis fünf (BMI) Staatssekretäre mit Beamtenstatus pro Ministerium. Aktuell gibt es etwa 31 Staatssekretäre im Bund. Sie beziehen Dienstbezüge der Besoldungsgruppe B 11. Staatssekretäre sind auch der Chef des Bundespräsidialamtes, der Chef des Presse- und Informationsamtes der Bundesregierung sowie seit einiger Zeit auch der Direktor beim Deutschen Bundestag und der Direktor des Bundesrats, haben aber die vorgenannten Funktionen und nicht diejenige eines Staatssekretärs. Staatssekretäre können als politische Beamte in den einstweiligen Ruhestand versetzt bzw. entlassen werden.

#### Parlamentarischer Staatssekretär
Seit 1967 gibt es beim Bund den Parlamentarischen Staatssekretär (PStS), der im Regelfall zugleich Mitglied des Bundestages sein muss und wie der Minister, dem er beigegeben ist, in einem öffentlich-rechtlichen Amtsverhältnis steht. Er unterstützt den Minister oder Regierungschef bei der Erfüllung seiner Regierungsaufgaben und vertritt ihn nach außen, z. B. im Plenum, Ausschüssen und Fraktionen des Parlaments sowie bei öffentlichen Terminen, nicht aber innerbehördlich in seiner Funktion als Behördenleiter. Im Bund gibt es aktuell 37 Parlamentarische Staatssekretäre. Auf Landesebene gibt es Parlamentarische Staatssekretäre in Baden-Württemberg, Nordrhein-Westfalen und Mecklenburg-Vorpommern.

### Deutsche Demokratische Republik
In der 1949 gegründeten Deutschen Demokratischen Republik (DDR), die bis 1990 bestand, gab es die Funktion von Staatssekretären zunächst ebenfalls im Sinne der Weimarer Tradition, wenn auch nicht im Sinne des (in der DDR abgeschafften) Beamtentums, so doch als ranghöchste Angestellte eines Ministeriums und Stellvertreter des vorgesetzten Ministers. Diese Gruppe von Staatssekretären gab es ebenfalls bis zum Ende der DDR. In den Ministerien, die von einem einer Blockpartei angehörenden Minister geleitet wurden, war der Staatssekretär in der Regel das ranghöchste SED-Mitglied im Ministerium und faktisch oft mächtiger als der offiziell vorgesetzte Minister.
Bereits seit 1950 wurde jedoch – in Anlehnung an die Regierungsorganisation in der Sowjetunion – eine zweite Gruppe von Staatssekretären geschaffen, die als Leiter eigenständiger, keinem Ministerium zugeordneter Ressorts („Staatssekretariate“) zugleich dem Ministerrat der DDR als vollberechtigte Mitglieder angehörten. Die heute bekanntesten Ressorts dieser Art waren das 1957 gebildete „Staatssekretariat für Kirchenfragen“ und das „Staatssekretariat für Arbeit und Löhne“.
Prominente Beispiele von Staatssekretären in der DDR
- Günther Krause (CDU): Parlamentarischer Staatssekretär im Amt des Ministerpräsidenten; Verhandlungsführer der DDR bei der Ausarbeitung des Einigungsvertrags (1990)
- Alexander Schalck-Golodkowski (SED): Staatssekretär im Ministerium für Außenhandel (1975 bis 1989)

## Österreich
In Österreich gehören die Staatssekretäre – als Mandatsträger neben dem Bundespräsidenten, den Bundesministern und den Mitgliedern der Landesregierungen – entgegen dem Wortlaut des Art 19 B-VG nicht zu den obersten Organen der Vollziehung des Bundes. Sie werden wie Minister bei der Regierungsbildung bestellt, gehören aber der Bundesregierung nicht an. Sie nehmen an den Ministerratssitzungen als beratende Organe teil und sind dem jeweiligen Regierungsmitglied (also Bundeskanzler oder Bundesminister) weisungsgebunden, weshalb die Qualifikation als oberstes Vollzugsorgan ausscheidet. Die Anzahl der Staatssekretäre ist nicht festgelegt.
Zur Zeit der Provisorischen Regierungen (1918 bis 1920; 1945) hießen in Österreich die Minister (Leiter eines Geschäftsbereiches der Regierung) Staatssekretäre, die heutigen Staatssekretäre Unterstaatssekretäre.

## Schweiz
In der Schweiz wird der Titel Staatssekretär seit 1979 durch den Bundesrat verliehen. Er kann ihn weiteren Direktoren sowie Generalsekretären vorübergehend zuerkennen, wenn sie im Auftrag des Bundesrates die Schweiz an internationalen Verhandlungen auf höchster Ebene vertreten. Die Schweizer Staatssekretäre sind nicht primär Träger eines politischen Amtes, sondern im Wesentlichen protokollarisch höhergestellte Amtsdirektoren, die einem Staatssekretariat vorstehen.
Zurzeit (Stand 2019) bestehen die folgenden sechs Staatssekretariate:
- Politische Direktion (PD) im Departement für auswärtige Angelegenheiten
- Direktion für europäische Angelegenheiten (DEA) im Departement für auswärtige Angelegenheiten
- Staatssekretariat für Wirtschaft (SECO) im Departement für Wirtschaft, Bildung und Forschung
- Staatssekretariat für Bildung, Forschung und Innovation (SBFI) im Departement für Wirtschaft, Bildung und Forschung
- Staatssekretariat für internationale Finanzfragen (SIF) im Finanzdepartement
- Staatssekretariat für Migration (SEM) im Justiz- und Polizeidepartement

## Belgien
In Belgien sind die Staatssekretäre politische Mandatsträger und integraler Bestandteil der Föderalregierung und werden genau wie die Minister vom König ernannt oder entlassen. Sie unterscheiden sich vor allem insofern von den Ministern, als sie nicht dem Ministerrat angehören und immer einem Minister oder dem Premierminister selbst beigeordnet sein müssen und ihm unterstehen. Die Zuständigkeit eines Staatssekretärs schließt nie die des übergeordneten Ministers aus, und dieser bleibt immer befugt, sich selbst gewisser Akten anzunehmen. Andererseits sieht die Verfassung, anders als für die Minister, keine Höchstzahl und kein notwendiges Gleichgewicht zwischen niederländisch- und französischsprachigen Staatssekretären vor; so zählt die Regierung Leterme II sieben Staatssekretäre, davon zwei niederländischsprachige und fünf französischsprachige.
Das Statut der Staatssekretäre ist beinahe mit dem der Minister identisch und sie besitzen im Prinzip die gleichen Zuständigkeiten wie die Minister; sie können beispielsweise selbst Königliche Erlasse gegenzeichnen. In gewissen Fällen jedoch benötigt der Staatssekretär parallel die Unterschrift seines übergeordneten Ministers für die Gegenzeichnung. Dies ist der Fall für:
- Königliche Erlasse zur Vorlegung von Gesetzesentwürfen in der Abgeordnetenkammer oder im Senat („Vorlegeerlasse“);
- Sanktionen und Ausfertigungen von Gesetzen;
- Königliche Erlasse mit Verordnungscharakter („Regelerlasse“);
- Königliche Erlasse zur Schaffung von höheren Beamtenstellen in der Verwaltung oder in öffentlichen Einrichtungen.

Parallel zu den föderalen Staatssekretären sind ebenfalls die Staatssekretäre der Region Brüssel-Hauptstadt zu vermerken. Auch sie sind Politiker und nehmen Regierungsaufgaben wahr. Ihre Anzahl ist jedoch gesetzlich auf drei begrenzt und es ist vorgesehen, dass mindestens einer der Staatssekretäre der „weniger zahlreichen Sprachgruppe“ (sprich in Brüssel: der niederländischen Sprachgruppe) angehören muss.

## Frankreich
Das Amt des sous-secrétaire d’État ist in seiner Funktion am ehesten mit dem Unterstaatssekretär 1848/1849 zu vergleichen.
Es wurde in Frankreich während der Hundert Tage mit den ersten beiden Unterstaatssekretären geschaffen, die in der Regierung der Hundert Tage zu Staatssekretären für auswärtige Angelegenheiten ernannt wurden. Diese Institution wurde durch die Verordnung vom 9. Mai 1816 verallgemeinert, die vorsah, dass einem Minister bei Bedarf Unterstaatssekretäre beigegeben werden konnten, wobei jeder den Titel eines Ministers als Staatssekretär trug (z. B. Minister als Staatssekretär für Inneres). Die Aufgabe des Unterstaatssekretärs erstreckte sich dann auf die gesamte Verwaltung des Ministeriums, wobei er vom Minister beauftragt wurde.
Mit Ausnahme des Zweiten Kaiserreichs wurde das Prinzip der Unterstaatssekretäre in den nachfolgenden Regimen bis einschließlich der Vierten Republik beibehalten, aber nicht alle Regierungen verfügten über Unterstaatssekretäre und ihre Zahl konnte von einer Regierung zur anderen erheblich schwanken.
So gab es in der Julimonarchie im dritten Kabinett Soult bei neun Ministern maximal drei Unterstaatssekretäre; manche Regierungen nutzten die Position überhaupt nicht. In der Dritten Republik gab es mehr Unterstaatssekretäre, da sie in den meisten Regierungen vertreten waren, oft in großer Zahl. Ab 1893 wurde einigen Unterstaatssekretären die Zuständigkeit für ein bestimmtes Ressort übertragen und um diese Ressorts wurden Unterstaatssekretariate gebildet. Von 1896 bis 1913 gab es mit einigen Unterbrechungen ein Unterstaatssekretariat für das Post- und Telegrafenwesen. Bestimmte Bereiche der ministeriellen Tätigkeit wurden zunächst einem Unterstaatssekretariat unterstellt, wie das technische Unterrichtswesen (1920) oder Jugend und wissenschaftliche Forschung (1936).
Die Volksfrontregierung Blum nutzte das Amt, um erstmals Frauen in Regierungsämter zu bringen. Cécile Brunschvicg, Irène Joliot-Curie und Suzanne Lacore wurden 1936 ernannt, obwohl Frauen damals weder das aktive noch das passive Wahlrecht besaßen. Vom 6. bis zum 16. Juni 1940 war General de Gaulle im Kabinett von Paul Reynaud Unterstaatssekretär für nationale Verteidigung und Krieg.
In der Vierten Republik hatten einige Regierungen sowohl Staatssekretäre als auch Unterstaatssekretäre. In der Fünften Republik ersetzte der Titel des Staatssekretärs endgültig den des Unterstaatssekretärs.

## Staatssekretäre in anderen Ländern
In Norwegen ähnelt die Funktion eines Staatssekretärs (norwegisch statssekretær) der eines Parlamentarischen Staatssekretärs in Deutschland, jedoch sind die Staatssekretäre meist nicht gleichzeitig Mitglied des Parlaments.
In Schweden wird der Titel „Staatssekretär“ (schwedisch statssekreterare) ähnlich wie der eines beamteten Staatssekretärs in Deutschland benutzt, jedoch werden diese leitenden Posten meist mit der jeweiligen Regierung nahestehenden Personen besetzt.
In den Niederlanden sind Staatssekretäre – so wie in Österreich, oder auch wie in Bayern – Politiker, die einen Geschäftsbereich eines Ministeriums betreuen und dem Kabinett angehören. In manchen Fällen betreuen sie auch Sachgebiete, die nicht in den Kompetenzbereich des übergeordneten Ministers fallen.
In den Nachfolgestaaten der Habsburgermonarchie ist die Bedeutung exakt dieselbe wie in Österreich, also politische Amtschefs der höchsten Ebene, die zwar formal nicht zur Regierung gehören, aber am Ministerrat in beratender Funktion teilnehmen, so in Tschechien, der Slowakei (slowakisch štátný tajomník), Ungarn oder Slowenien.
Präsidiale Systeme kennen häufig keine Ministerverantwortung; die politische Verantwortung liegt allein beim Staats- und Regierungschef, weshalb es formal nur Staatssekretäre gibt, die aber nach internationalem Protokoll wie Minister gruppiert werden.
Der deutsche Staatssekretär ist in der englischen Sprache der State Secretary, was eben etwas anderes ist als der Secretary of State (obwohl per interwiki so verlinkt, ein falscher Freund).
Im englischen Sprachraum hat der Titel Secretary of State unterschiedliche Bedeutungen:
- Im Vereinigten Königreich bezeichnet der Secretary of State einen wichtigen Minister des britischen Kabinetts. Die dem Staatssekretär im Deutschsprachigen entsprechende Position wird im Vereinigten Königreich mit (Permanent) Under Secretary of State (Unterstaatssekretär) bezeichnet.
- In den Vereinigten Staaten ist mit Secretary of State meist der Außenminister auf Bundesebene gemeint; allerdings haben auch verschiedene Bundesstaaten, je nach Verfassungslage, einen Secretary of State, der sehr unterschiedliche Aufgaben haben kann. Für den Rang des Staatssekretärs gibt es in den Vereinigten Staaten die Entsprechungen Deputy Secretary (Vizeminister bzw. stellvertretender Minister) oder Under Secretary. Der nächst niedrige Rang („Unterstaatssekretär“ oder Abteilungsleiter) ist der Assistant Secretary.
- In Südafrika wird mit Secretary auf Regierungsebene, neben den Sekretariatsmitarbeitern, ein Staatsangestellter in hoher leitender Funktion mit vorrangig administrativen Aufgaben bezeichnet, wie beispielsweise der Sekretär des Parlaments (Leiter der Parlamentsverwaltung).[10][11] Ein Minister im Sinne der politischen Leitung eines Regierungsressorts (Ministry, Department oder portfolio) wird als Minister (Cabinet minister) bezeichnet, die Funktion des im deutschsprachigen Raum als Staatssekretär bezeichneten Verwaltungsleiters entspricht in Südafrika etwa dem ministeriellen Director-General.[12]

In Italien und anderen romanischen Staaten wird diese Position ebenfalls als Unterstaatssekretär bezeichnet. Dieses Amt wird von Politikern und nicht von Verwaltungsbeamten bekleidet. Der Ausdruck Staatssekretär steht hier als weniger bekanntes und gebräuchliches Synonym für Minister. Der seltene Begriff Vizeminister stand wiederum als Synonym für den Unterstaatssekretär.
In japanischen Ministerien existieren mehrere Amtsträger, die die Aufgaben von Staatssekretären wahrnehmen.
Dem österreichischen Generalsekretär oder dem deutschen beamteten Staatssekretär (B11) vergleichbare Ministerialmitarbeiter heißen in den meisten Ministerien anderer Staaten Generalsekretär, der ist als höchster Verwaltungsbeamter in der Regel Amtschef, sofern keine Hauptabteilungsebene besteht. Kleinere Ministerien haben oft keinen Generalsekretär. Vor einigen Jahren wurde beispielsweise in Italien die eigene Stufe Vizeminister geschaffen, der zwischen dem Minister und dem Unterstaatssekretär steht und nur in wenigen, sehr großen Ministerien wie dem Wirtschafts- und Finanzministerium vorkommt.
In anderen Ländern ist aber der Secretary oft auch ein Amt neben den Ministern, so der Chief Secretary of Nauru als Leiter der Administrative, nicht als Regierungsbeteiligter.
Beim Heiligen Stuhl gibt es einen Kardinalstaatssekretär (offizielle Bezeichnung: Staatssekretär Seiner Heiligkeit des Papstes), welcher für den Papst die Verwaltungsgeschäfte des Heiligen Apostolischen Stuhls und dessen Kurie (die päpstliche Oberbehörde) leitet. Protokollarisch steht der Kardinalstaatssekretär auf der Ebene eines Regierungschefs.
In Namibia wurden die höchsten Verwaltungsmitarbeiter in Ministerien bis Ende 2018 als Staatssekretär (englisch Permanent Secretary) bezeichnet. Sie nahmen nach den Ministern und Vizeministern die dritthöchste hierarchische Position eines Ministeriums ein. Seitdem tragen diese den Titel des Exekutivdirektors (englisch Executive Director). Die Umbenennung sei durchgeführt worden, da die Positionen keinesfalls permanent vergeben seien und um die Aufgabe als Verwaltungsangestellter zu unterstreichen. Diese sollen Ministerien wie Unternehmen führen.